# Henschia caprillus
Henschia caprillus är en insektsart som beskrevs av Ross och Hamilton 1970. Henschia caprillus ingår i släktet Henschia och familjen dvärgstritar.

## Underarter
Arten delas in i följande underarter:
- H. c. strictus
- H. c. anfractus